# Gobo Baru
Gobo Baru is een bestuurslaag in het regentschap Nias Selatan van de provincie Noord-Sumatra, Indonesië. Gobo Baru telt 554 inwoners (volkstelling 2010).